# Clörather Mühle
Die Clörather Mühle ist eine ehemals an der Niers gelegene Wassermühle in Clörath, einer ländlichen Ortschaft im Außenbereich der nordrhein-westfälischen Kreisstadt Viersen.

## Geographie
Die Clörather Mühle hat ihren Standort (ehemals an der Niers), Clörather Mühle 36, im Ortsteil Clörath in der Stadt Viersen im Kreis Viersen. Das Gelände, auf dem die Gebäude stehen, weist eine Höhe von ca. 35 m über NN auf.
Die Niers in ihrem alten Flussbett versorgte bis zur Regulierung in den 1930er Jahren über Jahrhunderte die Clörather Mühlen mit Wasser. Die Pflege und Unterhaltung des Gewässers obliegt dem Wasser- und Bodenverband der Mittleren Niers, der in Grefrath seinen Sitz hat.

## Geschichte
Die Mühle gehörte zum Haus Clörath, einer im Jahre 1230 erstmals erwähnten kurkölnischen Grenzbefestigung an der Niers. Die Niers bildete an dieser Stelle die Grenze zwischen Kurköln (am rechten Niersufer) und dem als Exklave zum Herzogtum Geldern gehörenden Viersen (am linken Niersufer).
Nur etwa 500 m westlich der Clörather Mühle grenzte zudem (damals am linken Niersufer) das seinerzeit zum Herzogtum Jülich gehörende Süchteln von Norden her an die Geldrische Exklave Viersen, so dass es hier zu einer Art Dreiländereck kam. Ungefähr an jener Stelle wurde im 18. Jahrhundert ein Grenzstein errichtet, zu der Zeit dann wiederum in der Absicht, die Grenze zwischen Kurköln und dem Herzogtum Jülich zu markieren.
Der Umstand, dass die Niers ihren Lauf über die Jahrhunderte mehrfach änderte, erschwert dabei die Übersichtlichkeit in diesem Grenzgebiet noch zusätzlich. Die Wassermühle wurde 1386 erstmals erwähnt und war bis in die 1930er Jahre in Betrieb, als die Niers begradigt und nach Westen verlegt wurde. Seitdem ist die Mühle ohne Wasser. Während Haus Clörath in den Wirren der französischen Besatzung um 1794 zerstört wurde, sind die Mühle und der Wirtschaftshof erhalten. Die Gebäude stammen aus der Zeit zwischen 1650 und 1837. Im Inneren der Wassermühle sind große Teile des Mahlwerks erhalten.

## Galerie

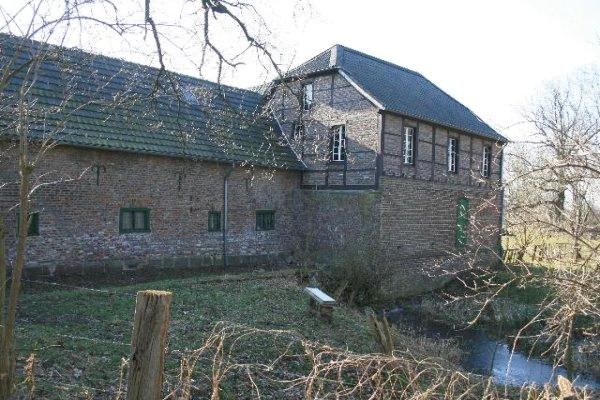
Das Mühlengebäude
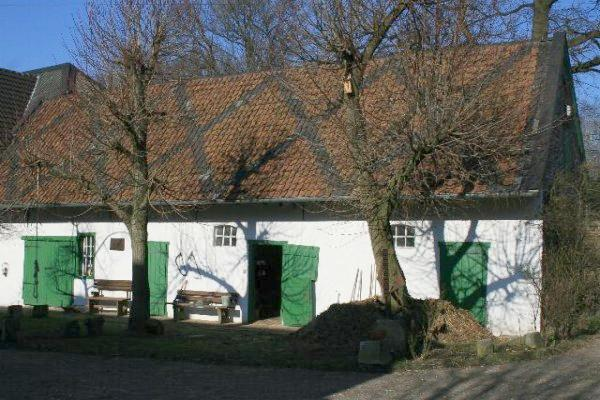
Wirtschaftsbereich
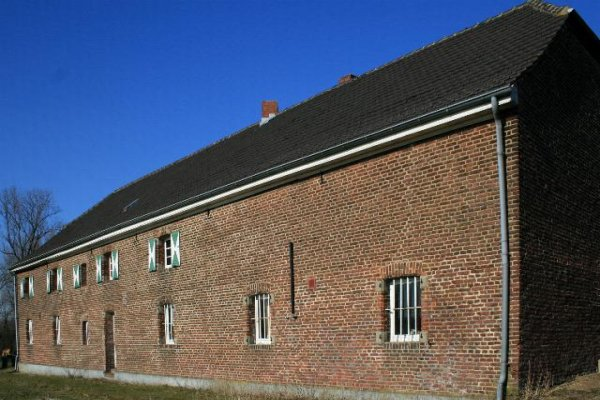
Wohnbereich Südwest-Seite
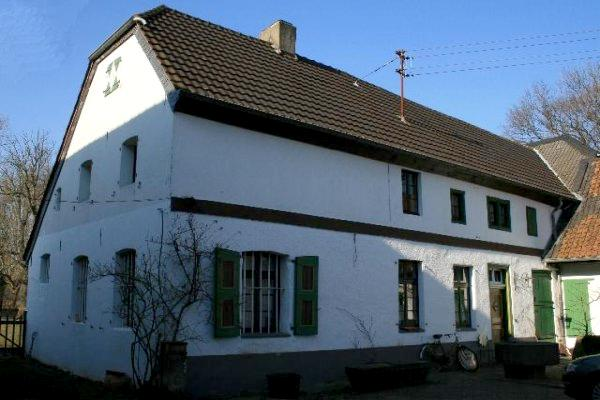
Wohngebäude der Hofanlage
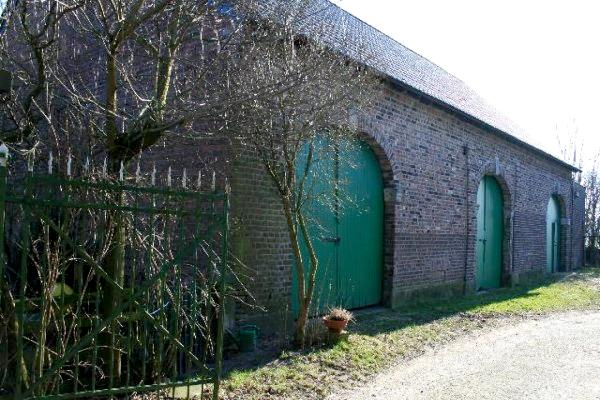
Wirtschaftsbereich
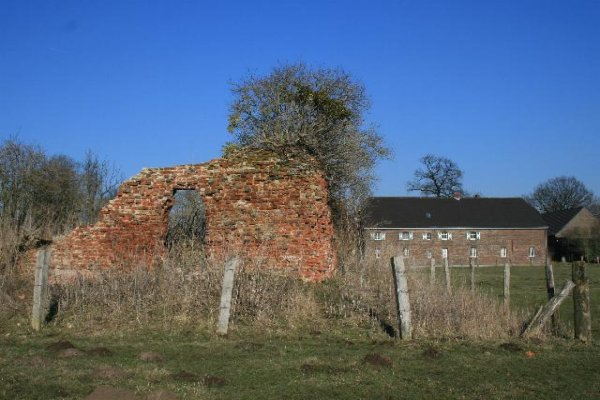
Ruine der Burg Clörath
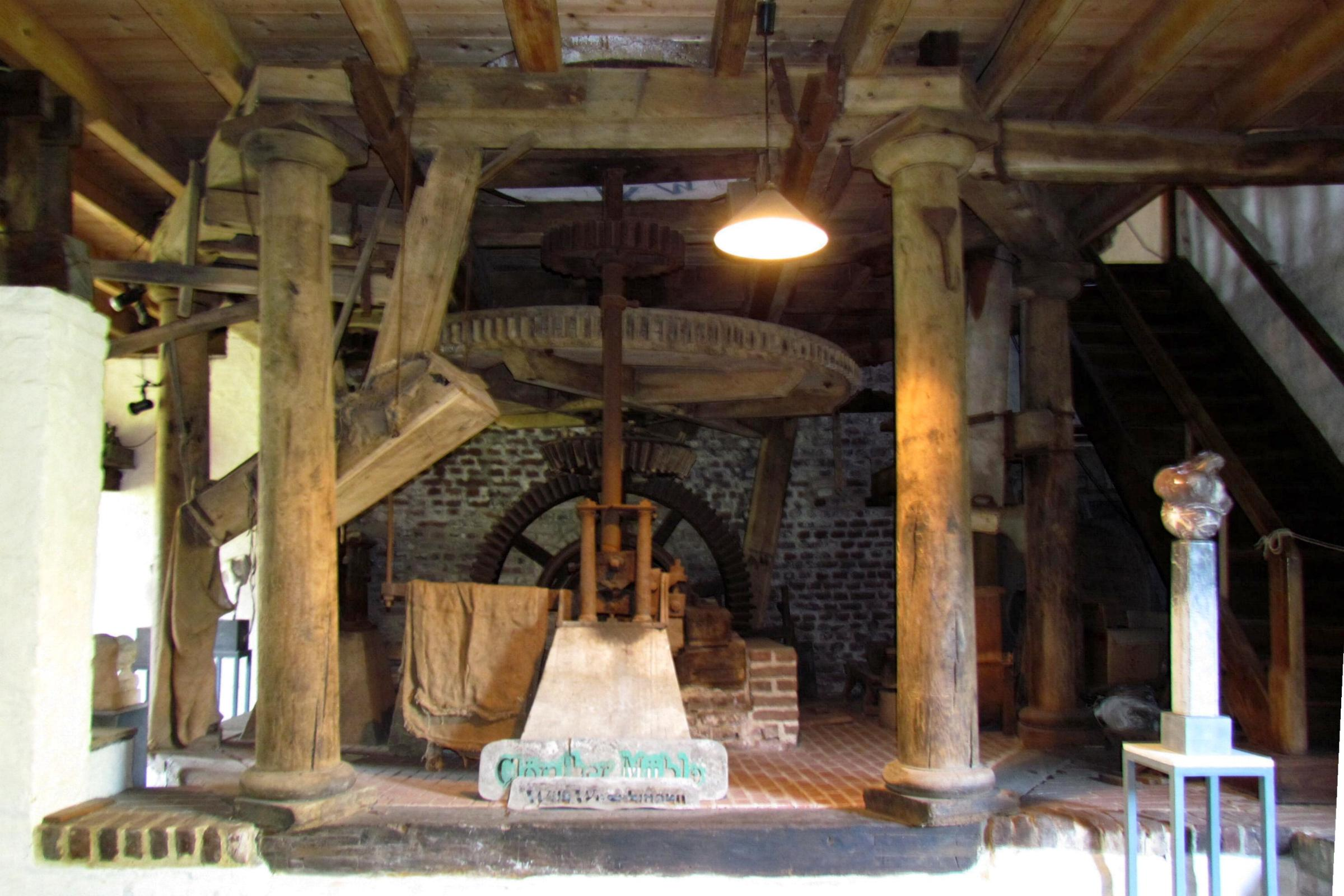
Die Kornmühle
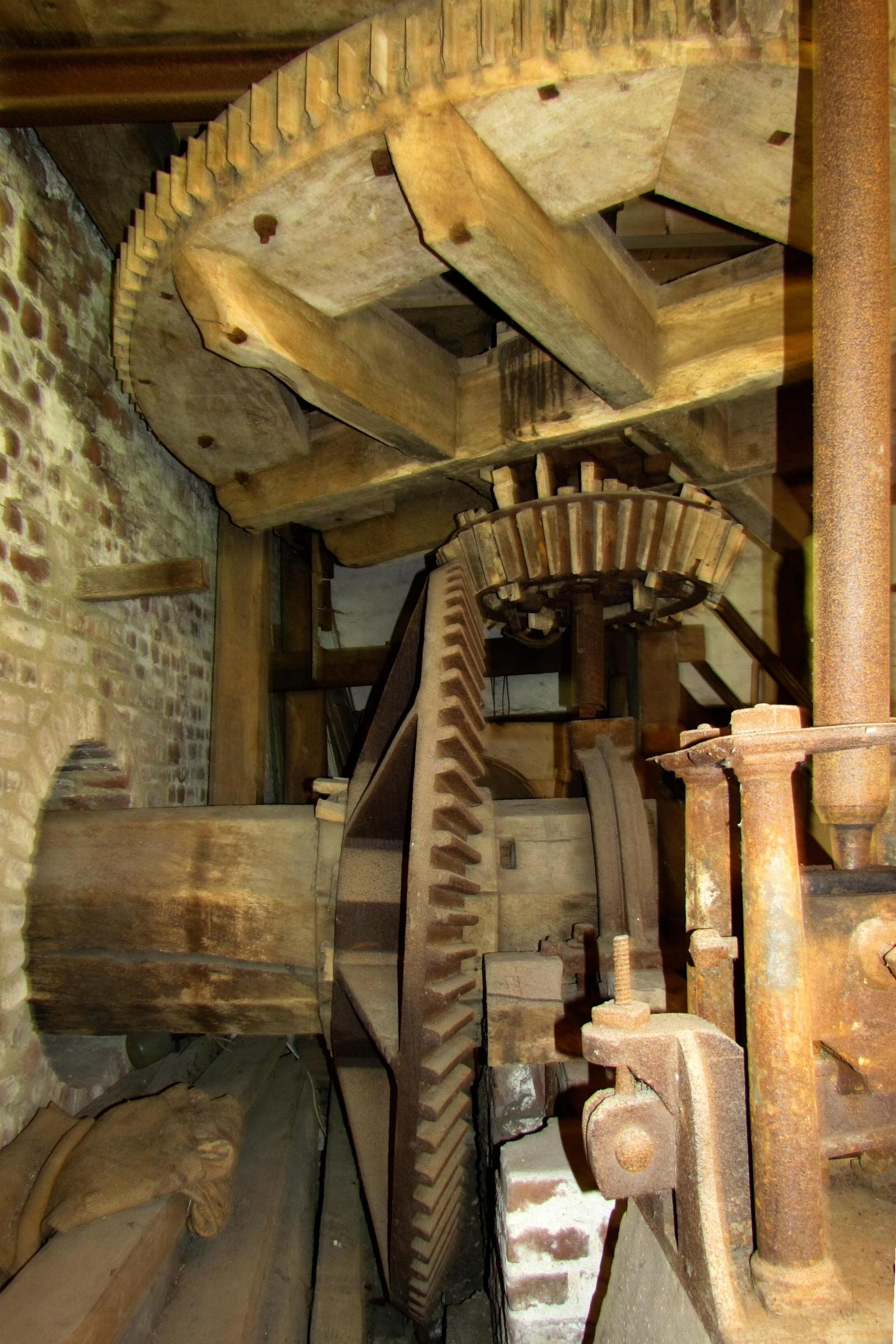
Das Königsrad der Mühle
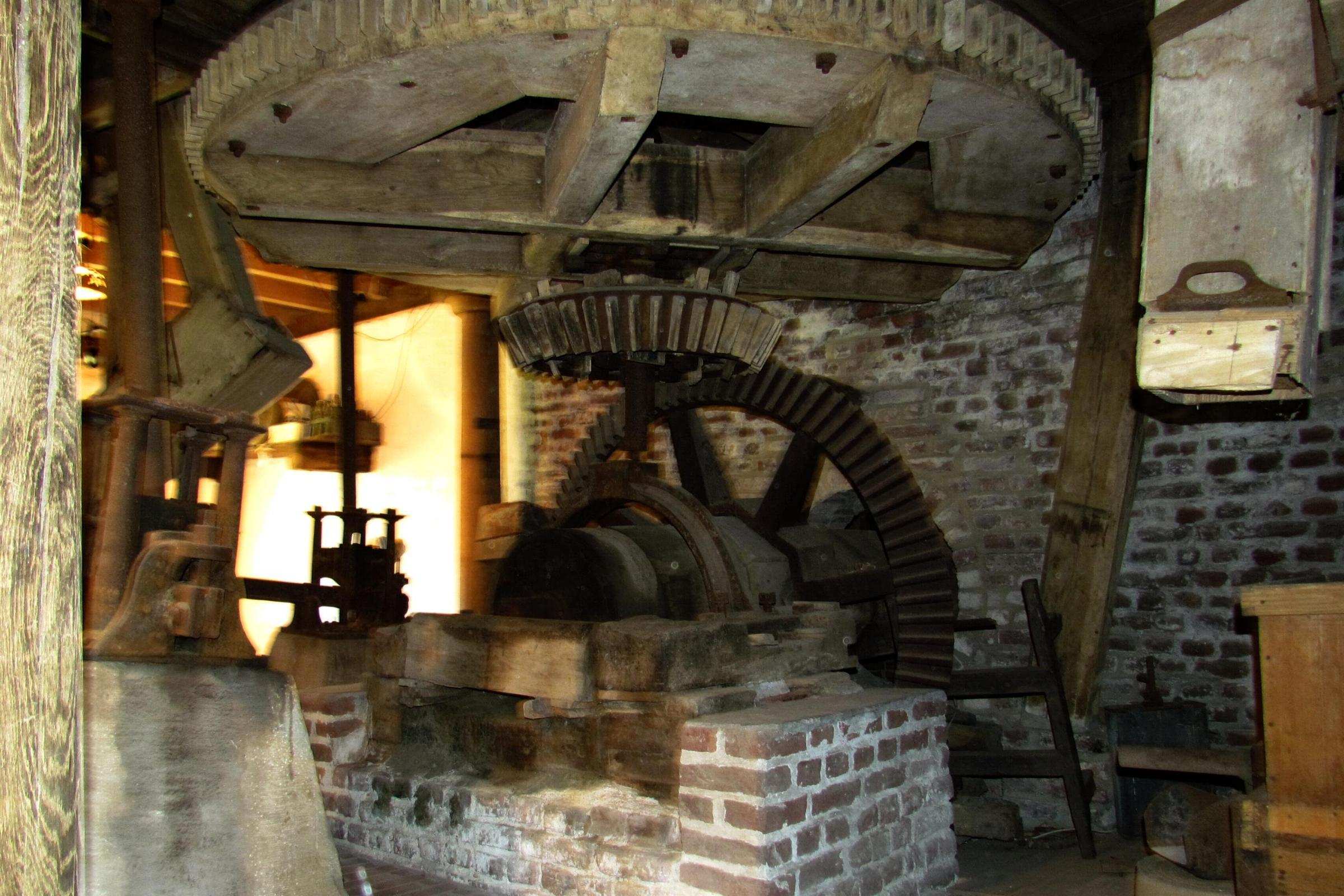
Das Mühlengetriebe
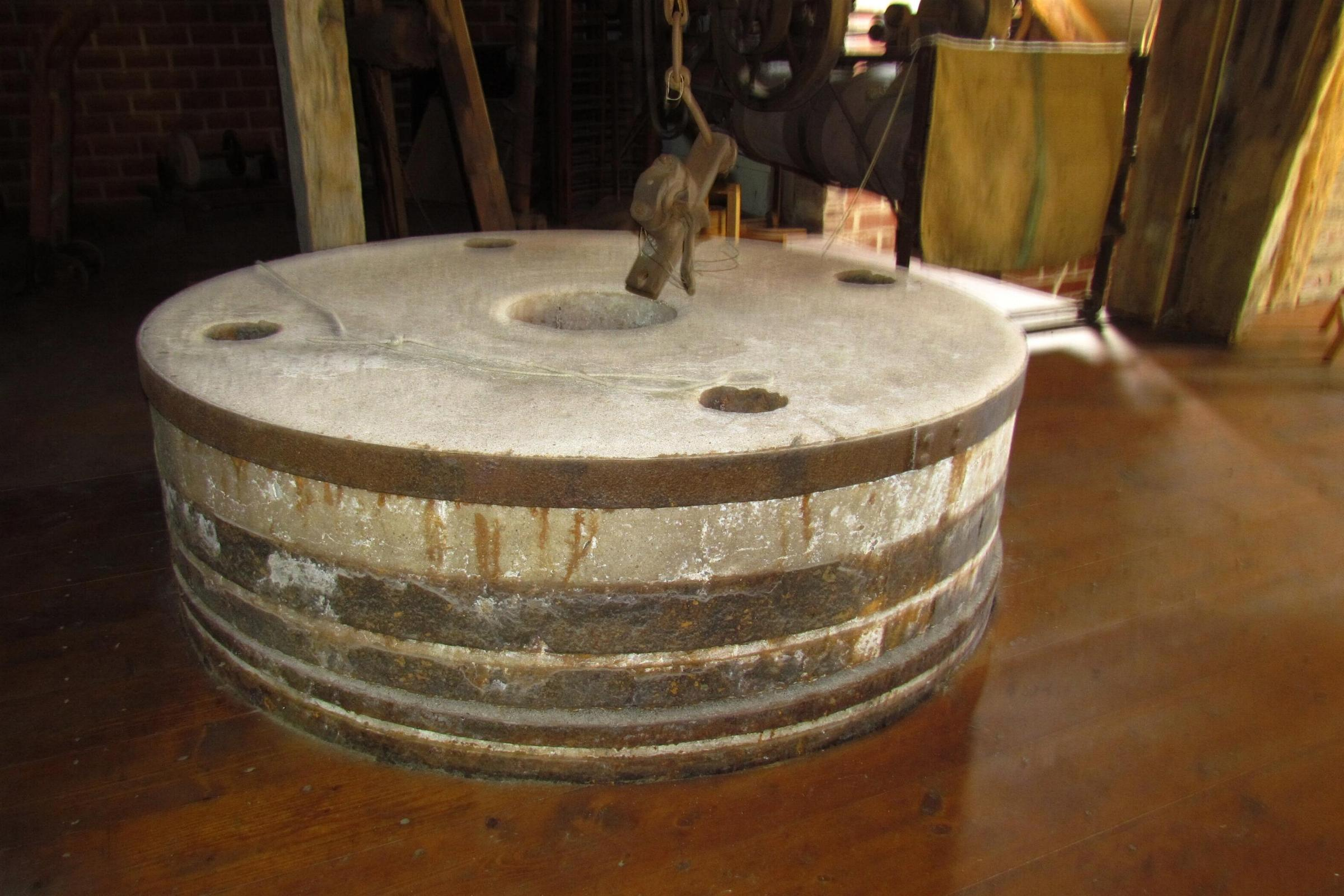
Mahlstein ohne Behausung
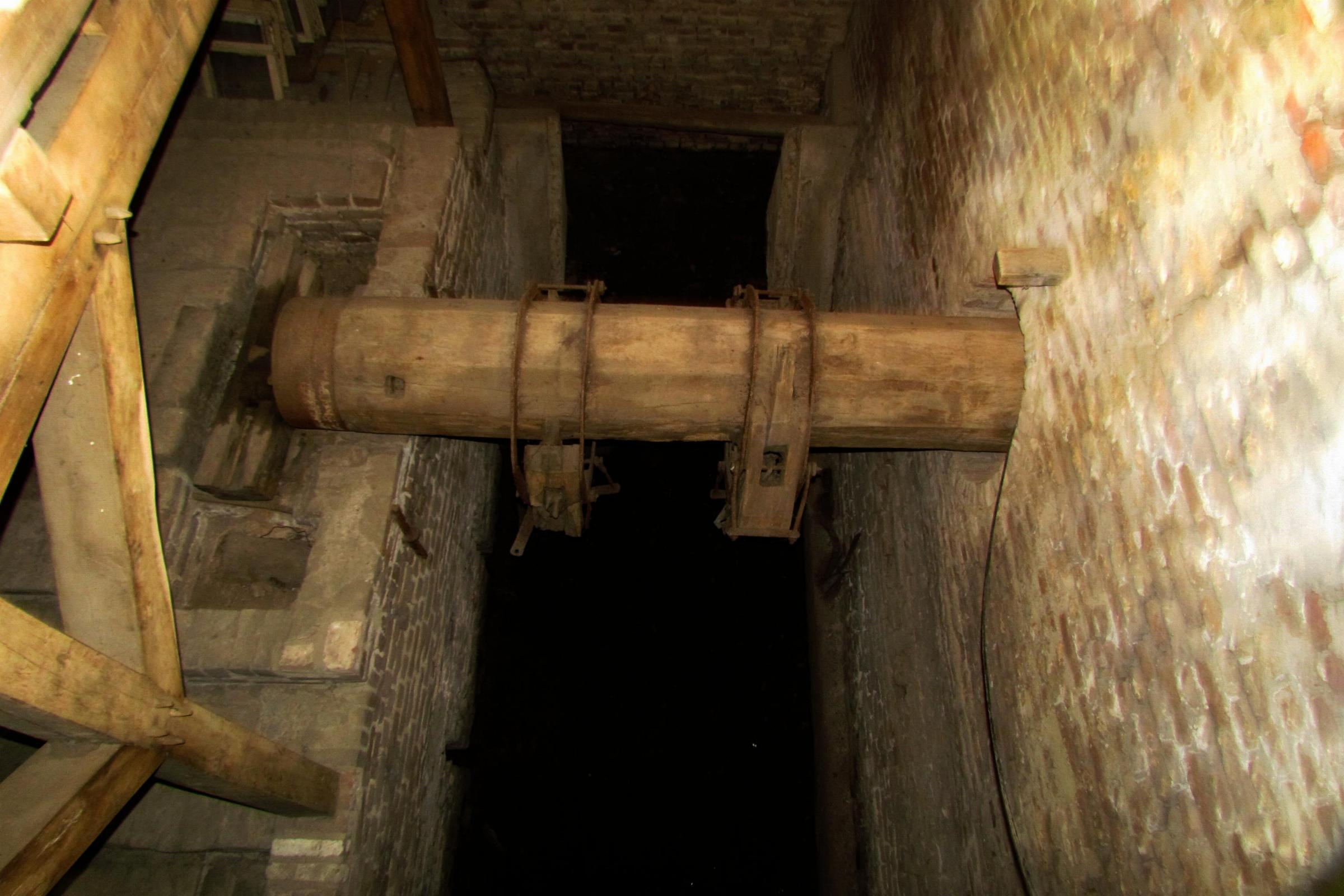
Radhaus mit vorhandener Radachse
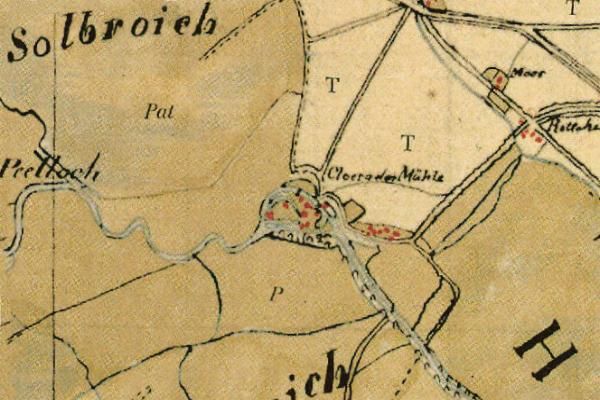
Tranchot Karte 1806

## Denkmaleintrag
Bei der offenen, vierflügeligen Hofanlage der Clörather Mühle handelt es sich um die noch vorhandenen Wirtschaftsgebäude des alten kurkölnischen befestigten Hauses Clörath, das bereits urkundlich im Jahre 1230 erwähnt ist (vgl. u. a. Peter Vander, Haus Clörath im Heimatbuch des Jahres 1973 des Kreises Kempen-Krefeld), das selbst in den Wirren der französischen Revolution vermutlich 1794 zerstört wurde und jetzt noch als Mauerruine in den Wiesen hinter der Hofanlage vorhanden ist.
Die jetzige Anlage besteht aus dem eingeschossigen backsteinsichtigen Flügel mit Holzgewänden und Ankersplinten, an dessen Giebel vorbei die Erschließung zum Hof erfolgte. Unmittelbar anschließend ist die ursprüngliche Mühle, ein zweigeschossiges Fachwerkhaus mit Krüppelwalmdach. Die ganze Anlage wurde bis 1929 von der Niers von allen Seiten umflossen, die neben der Getreidemühle noch eine zweite Mühle, nämlich eine Ölmühle antrieb, die nicht mehr vorhanden ist.
Die Mühle wurde, seitdem die Niers umgelegt und begradigt wurde, nicht mehr betrieben. Im rechten Winkel zur Mühle schließt das eingeschossige, rauverputzte zugehörige Wohnhaus an. Das südwestlich gelegene, ehemalige Stallgebäude wurde zu Wohnzwecken umgebaut. Die im Südosten gelegene, backsteinsichtige Scheune wurde um 1830 errichtet. Ihr Mauerwerk wurde nach dem Zweiten Weltkrieg teilweise ersetzt. Alter und Geschichtlichkeit der Clörather Mühle sind für die Ortsgeschichte von großer Bedeutung. Darüber hinaus muss sie als typisches Beispiel der den Viersener Raum ehemals prägenden topografischen Siedlungsorganismen gelten und ist daher für die Siedlungsgeschichte wesentlich. Außer in der Vermittlung der optischen Wahrnehmbarkeit früher Arbeits- und Produktionsverhältnisse bietet das gut erhaltene Mahlwerk technisch-wissenschaftliche Informationen.
Erhaltung und Nutzung der Clörather Mühle liegen daher gemäß § 2 (1) Gesetz zum Schutz und zur Pflege der Denkmäler im Lande Nordrhein-Westfalen aus wissenschaftlichen, insbesondere siedlungsgeschichtlichen und siedlungstopografischen, ortsgeschichtlichen und architekturgeschichtlichen Gründen in öffentlichem Interesse.
Denkmalliste Viersen Nr. 70, Eintrag: 9. Oktober 1985